# Ctenus kenyamontanus
Ctenus kenyamontanus là một loài nhện trong họ Ctenidae.
Loài này thuộc chi Ctenus. Ctenus kenyamontanus được Pierre L. G. Benoit miêu tả năm 1978.